# Induciòmar (trèver)
|  | No s'ha de confondre amb Induciòmar (al·lòbroge). |

Induciòmar  (en llatí Induciomarus o Indutiomarus) va ser un cap dels trèvers i dirigent del sector resistent a la invasió romana.
Quan Juli Cèsar va entrar al territori dels trèvers l'any 54 aC abans de la invasió de Britànnia, la gent va deposar les armes i no va seguir en el desig de guerra a Induciòmar, que es va haver de sotmetre. Cèsar de moment va acceptar la submissió, però va instar als caps tribals a donar suport a Cingètorix, gendre i rival d'Induciòmar i cap del partit romà.
Induciòmar va esperar la seva oportunitat i aquesta va arribar a l'hivern quan, per manca de gra, Juli Cèsar va haver de separar les seves tropes i estacionar-les en diferents llocs. El cap dels trèvers, amb el suport d'Ambíorix i Cativolc, caps dels eburons, va atacar als romans que romanien al seu territori i després es va dirigir contra Tit Labiè que havia acampat a territoris dels rems (remi) a la frontera amb els trèvers, però en conèixer la victòria de Cèsar sobre els nervis al setge de Namur, es va retirar al seu propi territori on va aixecar més tropes i va marxar altra vegada contra Labiè al que va rodejar al seu camp de Lavacherie; una sortida sobtada de Labiè el va sorprendre i les seves forces van ser posades en fuita i ell mateix va morir en la fugida, en travessar un riu.